# Northumberland Islands
Northumberland Islands är öar i Australien. De ligger i delstaten Queensland, omkring 710 kilometer nordväst om delstatshuvudstaden Brisbane.